# 아르케스낭 왕립 제염소
아르케스낭 왕립 제염소(Saline royale d'Arc-et-Senans)는 프랑스 두주 아르케스낭에 있는 역사지구이다. 루이 16세의 의뢰로 클로드 니콜라 르두가 설계하였다.
1982년 유네스코 세계 유산으로 지정되었다. 왕립 제염소는 계몽주의 시대의 이념으로 하여금 이러한 산업 건축물이 왕궁이나 종교 건축물에 버금가는 수준으로 건설되도록 한 주목할만한 사례이다.
소금 생산 과정에서 고염수를 끓이기 위해 왕립 제염소는 인근 쇼(Chaux) 숲에서 목재를 공급받았다. 또한 살랭레뱅(Salins-les-Bains)의 제염소로부터 고염수를 운반하기 위해 21km의 송수관으로 연결되어 있으며, 해당 제염소 또한 유산의 일부로 편입되어 있다.

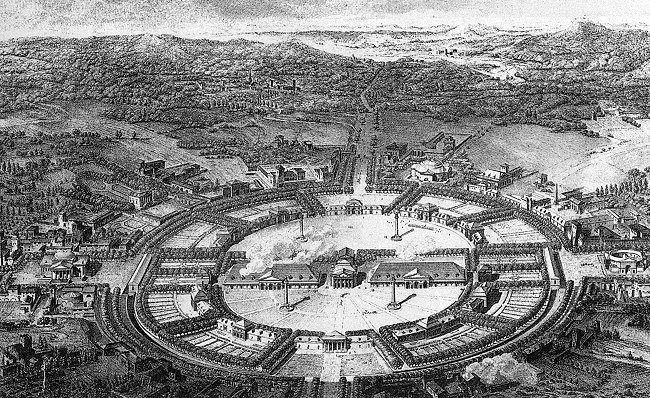
르두가 1804년 출간한 제염소 구상 조감도